# Neville Longbottom
Neville Longbottom (1980. július 30.–) Joanne Kathleen Rowling Harry Potter című könyvsorozatának egyik főszereplője, varázsló. Karakterét a könyvekből készült azonos című filmekben Matthew Lewis alakítja.

## Családja
Neville szülei, Frank és Alice Longbottom köztiszteletben álló aurorok voltak, a Főnix Rendjének tagjai, akik Dumbledore elmondása szerint háromszor dacoltak Voldemorttal.
Neville majdnem Harry Potter sorsára jutott, ugyanis a jóslat szerint az szállhat szembe Voldemorttal aki július végén születik és a szülei háromszor dacoltak vele. Harry egy nappal később született, mint Neville és nem tudni miért, de Voldemort őt választotta.
Voldemort bukása után néhány halálfaló (Barty Kupor, Rabastan, Rodolphus és Bellatrix Lestrange) azt hitte, hogy Longbottomék tudnak valamit Voldemort sorsáról, és a főbenjáró Cruciatus átokkal kínozták őket, hogy kiszedjék belőlük a titkot. Neville szülei az átélt szenvedéstől gyógyíthatatlan agykárosodást szenvedtek, azóta a Szent Mungo Varázsnyavalya- és Ragálykúráló Ispotályban ápolják őket.
Neville-t a apai nagyanyja, Augusta Longbottom nevelte fel, aki gyakran hangoztatja, hogy Neville nem örökölte szülei tehetségét. 
Neville-t az első négy köteteben egy ügyetlen és feledékeny fiúként ismerjük meg, de a hetedik év végére bátor és önfeláldozó férfi válik belőle.
A fiú a történet első öt évében az édesapjától örökölt varázspálcát használja, az ötödik tanév után kap csak saját pálcát (cseresznyefa, a magja unikornisszőr).
Neville állata Trevor, a mindig elvesző és mindig megkerülő varangy. Neville Algie nagybácsikájától kapta őt.

## Szereplései

### Harry Potter és a bölcsek köve
Neville nevét először akkor említik meg, amikor a Roxfortba induló vonat felé tartva Harry meghallja, amint egy idős hölgy korhol egy kerek arcú fiút, amiért az elvesztette a varangyát. ("Jaj, Neville, a sírba viszel!") Később Hermione benyit Harry és Ron fülkéjébe, és azt kérdezi, nem látták-e Neville varangyát, Trevort. Itt Neville-t ügyefogyott, kissé feledékeny varázslótanoncnak ismerjük meg.
A regény közben az is kiderül, hogy ügyefogyottsága mellé bátorsága is bőven támad, ha szükséges. Ez tűnik ki a Nicolas Flamel nyomára bukkanásról és a Griffendél elleni, Piton bíráskodása mellett zajló kviddics-meccsről szóló fejezetben. Amikor is előbb lábbilincselő átokkal és sírással küszködve bukik be a griffendéles klubhelyiségbe Harryhez, Ronhoz és Hermionéhoz, és elpanaszolja, hogy Draco Malfoy próbálta ki rajta az átkot és hogy azt is mondta neki (Draco Neville-nek), hogy nem méltó griffendélesnek, mert nem elég bátor. Később (napokkal később) pedig amikor a mérkőzés elején Draco Malfoy Harryt, Ront és Neville-t gúnyolva provokálja, Neville előbb elpirul, de hamar összeszedi magát és farkasszemet néz Malfoyjal, majd Draco egy következő piszkálódására (amelytől Ron Malfoyra veti magát verekedni) rövid habozás után segít, és egymaga verekszik meg mellettük Draco Malfoy két testes barátjával, Crakkal és Monstróval. 
A könyv végén megpróbálja megakadályozni Harryéket abban, hogy lemenjenek megkeresni a bölcsek kövét, ezért Hermione megátkozza sóbálványátokkal. Utóbbi esetben tanúsított bátorságáért (azért, hogy barátaival is szembe mert szállni esetleges jó okkal) Dumbledore professzor az évzáró ünnepélyen 10 ponttal jutalmazza, amivel a Griffendél ház megnyeri a házak közötti pontversenyt, s így a házkupát is.

### Harry Potter és a Titkok Kamrája
Neville kissé tart a Titkok kamrájának szörnyetegétől, hiszen saját bevallása szerint majdnem kvibli.

### Harry Potter és a Tűz Serlege
A filmben Harry Potter víz alatti próbájához Neville nyújt segítséget az ál-Mordontól kapott növény segítségével, a varangydudvával. Ekkor ébred rá, hogy szívéhez legközelebb a gyógynövénytan áll.

### Harry Potter és a Főnix Rendje
Neville e részben mutatja a legnagyobb fejlődést, legfőképpen a Dumbledore Seregének köszönhetően. A filmben a szükség szobájára ő talál rá. Varázslatai egyre ügyesebbek, a minisztériumban pedig bizonyítja rátermettségét a halálfalókkal szemben. A Misztériumügyi Főosztályon találkozott a szülei megkínzójával is, Bellatrix Lestrange-dzsel, aki megfenyegeti, hogy őt is megátkozza, ha nem teljesítik a kérését. A harc közben törte el Neville a varázspálcáját (ami még az édesapjáé volt) és a jóslatot is (véletlenül kiesett a zsebéből).

### Harry Potter és a Félvér Herceg
Ebben a részben McGalagony azt javasolja Neville-nek, hogy ne a nagymamája akarata, hanem a saját hajlamai szerint válasszon tantárgyakat (vagyis az átváltoztatástan helyett a bűbájtant vegye fel).
Neville hiányolja Dumbledore Seregét, egyedül ő és Luna Lovegood az, akik minden nap megnézik jelző érméjüket, hogy nincs-e üzenet. Részt vesz a kastélyba betörő halálfalók elleni harcban, meg is sérül.

### Harry Potter és a Halál ereklyéi
Neville e részben már vezető szerepet vállal a Roxfortban maradt diákok között. A tanév végén már egy valóságos ellenállási mozgalom vezetője, melynek a szükség szobája a főhadiszállása.
A roxforti csatában kitartóan harcol, s Harry utasítására megöli Naginit – Voldemort egyik horcruxát – Griffendél Godrik kardjával. Ron segítségével legyőzi Fenrir Greybacket. Neville itt már egy bátor és ügyes fiú, aki félelem nélkül szembenéz Voldemorttal akkor is, amikor már látszólag minden remény elveszett.
Az epilógusból megtudjuk, hogy Neville a Roxfortban a gyógynövénytan tanára lett. Később feleségül veszi Hannah Abbottot, akivel közös lakásuk a Foltozott Üst felett lesz.